# دیوانه (فراه)
دیوانه (به لاتین: Dīvāneh) یک منطقهٔ مسکونی در افغانستان است که در ولایت فراه واقع شده‌است.